# 1138 Attica
Attica (asteróide 1138) é um asteróide da cintura principal, a 2,9319373 UA. Possui uma excentricidade de 0,0683735 e um período orbital de 2 039,21 dias (5,59 anos).
Attica tem uma velocidade orbital média de 16,78944445 km/s e uma inclinação de 13,98666º.
Esse asteróide foi descoberto em 22 de Novembro de 1929 por Karl Reinmuth.